# Nadia Contreras
Nadia Contreras (Colima, 16 de septiembre de 1976) es una escritora y académica mexicana. En 2014 el Congreso del estado de Colima le otorgó la presea Griselda Álvarez Ponce de León por su trayectoria. Es premio de Poesía Timón de Oro, y fue ganadora del Primer Concurso de Narrativa Salvador Márquez Gileta de la Universidad de Colima.

## Biografía
Es originaria de Quesería, Colima, pero vive en Coahuila. Es licenciada en Letras y Periodismo y maestra en Ciencias Sociales por la Universidad de Colima. Cursó la Especialidad en Educación con enfoque en Español, por la Universidad Autónoma de la Laguna.
Es fundadora y directora de Bitácora de vuelos, revista y sello editorial de literatura y cultura digital. Ha publicado libros de poesía, ensayo y relatos. Escribe para diferentes medios nacionales y extranjeros.

## Obra

### Poesía
- Retratos de mujeres (1999, Secretaría de Cultura del Estado de Colima)
- Mar de cañaverales (2000, La Luciérnaga Editores)
- Lo que queda de mí (2003, Fondo Editorial Tierra Adentro)
- Figuraciones (2003, Crunch Editores)
- Poemas con sol en tres tiempos (2006, Instituto Coahuilense de Cultura, La Fragua)
- Cuando el cielo se derrumbe (2007, El Tucán de Virginia)
- Presencias (2008, Mantis Editores)
- Caleidoscopio (2013, Dirección Municipal de Cultura de Torreón)
- Visiones de la patria muerta (2014, Ediciones El Humo)
- Cumplimiento de la voluntad (2014, Secretaría de Cultura del Gobierno del Estado de Coahuila)
- Quedará el vacío (2017, Pinos Alados)
- Sólo sentir (2017, Editorial Paraíso Perdido)
- La niebla crece dentro del cuerpo (2019, Puertabierta Editores)[3]

### Ensayo
- Pulso de la memoria (2009, Universidad de Colima)

### Relatos
- El andar sin ventanas (2012)[5]

## Premios y distinciones
- Becaria del Fondo Estatal para la Cultura y las Artes de Colima, en la categoría Jóvenes Creadores (1998-1999 y 2001-2002).
- Becaria del Programa de Estímulo a la Creación y Desarrollo Artístico del Estado de Coahuila, en la categoría de Creadores con Trayectoria, género poesía (2016-2017).[2]
- Becaria del Fondo Nacional para la Cultura y las Artes (FONCA) para proyectos digitales del programa Contigo en la distancia (2020).[1]
- Mención Honorífica en el Premio Nacional de Poesía Elías Nandino, 2001.
- Premio Estatal de la Juventud Colima, 2002. Premio de Poesía del Instituto Mexicano de la Juventud, 2003.
- Premio de Publicación Editorial, convocado por la Dirección de Cultura de Torreón en 2006 y 2008.
- Premio de Poesía Timón de Oro, convocado por la Secretaría de Marina y la Escuela Naval Militar de México, 2011. Ganadora del Primer Concurso de Narrativa Salvador Márquez Gileta 2011, convocado por la Universidad de Colima.[2]
- En 2014, el Congreso del Estado de Colima le otorgó la presea Griselda Álvarez Ponce de León por su trayectoria en el área de literatura.[3]